# Socialistiska folkrepubliken Albanien
Socialistiska folkrepubliken Albanien (albanska: Republika Popullore Socialiste e Shqipërisë) var Albaniens namn från 1976 till 1991. Åren 1946-1976 hette det Folkrepubliken Albanien och från 1944 till 1946 Albaniens demokratiska regering. Landet var medlem i Warszawapakten mellan 1955 och 1961 samt medlem i Comecon mellan 1949 och 1987.

## Historia

### Bildande
Italien hade de facto styrt Albanien sedan 1928 och landet hade sedan 1939 varit ett italienskt protektorat. Den 8 september 1943 kapitulerade dock Italien för de allierade, varpå nazityskland tog  kontroll över landet och etablerade en tysk vasallstat; denna kollapsade dock i samband med Tysklands tillbakadragande från Albanien i november 1944 och de kommunistiska partisanerna under ledning av Enver Hoxha tog makten.

### Hoxha-eran
Hoxha var starkt influerad av Josef Stalin och anammade en liknande personkult och han införde en enpartistat av stalinistiska mått där det Albanska Arbetets Parti var det enda tillåtna. 
Hoxhas regim visade sig tidigt ha ett mycket komplicerat förhållande till omvärlden, även till andra kommunistiskt styrda stater. Under de första åren efter kommunisternas maktövertagande stod Albanien, med den sovjetiske ledaren Josef Stalins goda minne, under starkt politiskt och ekonomiskt inflytande från det större och rikare grannlandet Jugoslavien. Men när Stalin bröt med Jugoslavien 1948, sedan Jugoslaviens kommunistiske ledare Tito visat sig allt mer ovillig att följa politiska direktiv från Moskva, utnyttjade Hoxha detta för att öka Albaniens självständighet gentemot Jugoslavien genom att ställa sig på Sovjetunionens sida. Brytningen mellan Jugoslavien och Sovjetunionen innebar ett slut för det jugoslaviska inflytandet i Albanien och relationen mellan länderna skulle förbli frostig under resten av kalla kriget. Goda relationer upprätthölls med de övriga kommunistiska staterna i östblocket fram till Stalins död 1953 och då efterträdaren Nikita Chrusjtjov officiellt fördömde Stalins styre på det sovjetiska kommunistpartiets kongress 1956 började Hoxha även distansera sig från de andra länderna i Östblocket.

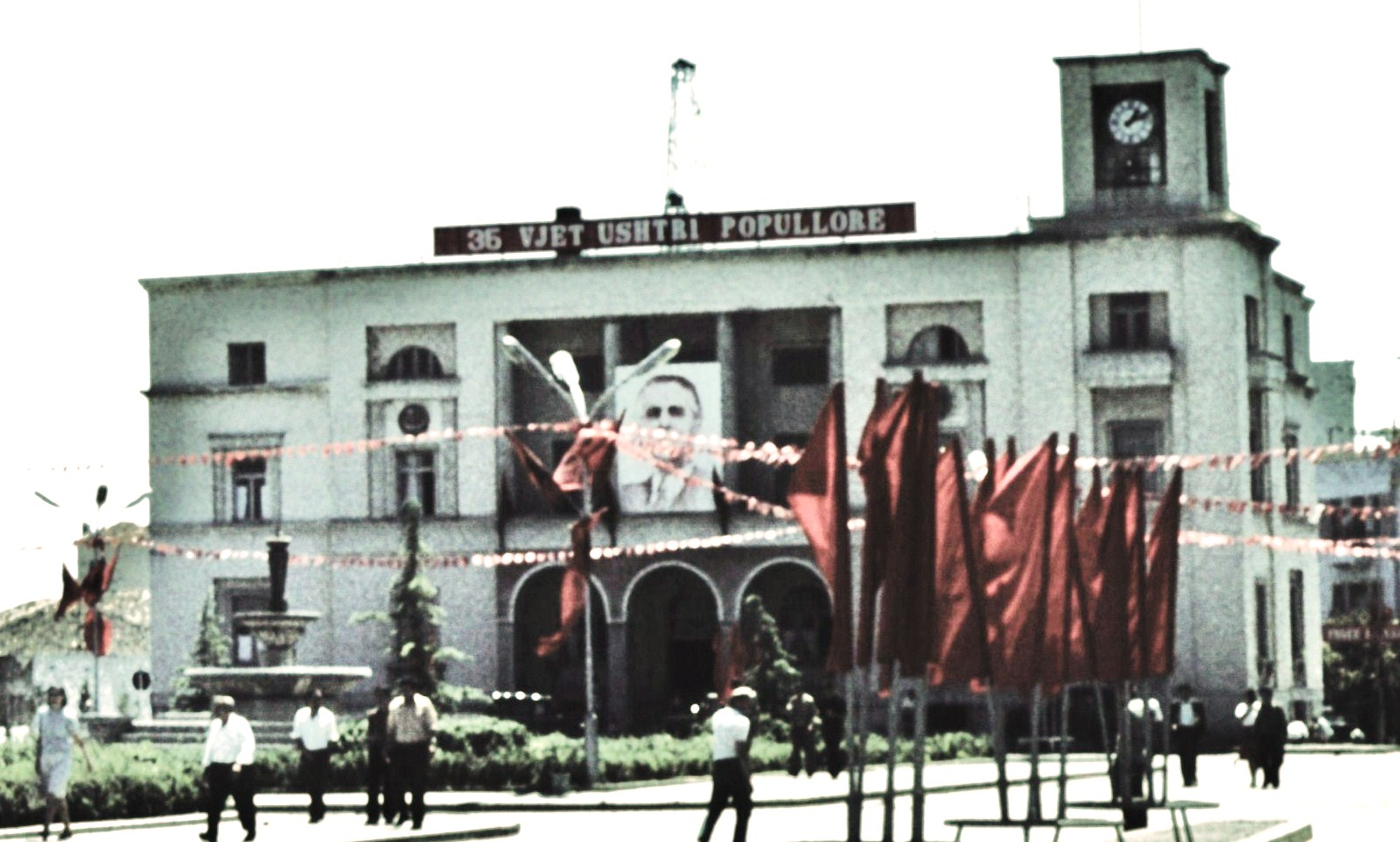
Offentlig byggnad i staden Durrës 1978 med porträtt av Enver Hoxha.

En serie gränstvister med Jugoslavien om gränsområden i Kosovo var nära att orsaka en konflikt mellan länderna och när Tito gav stöd åt Chrusjtjovs avstaliniseringsprocess vidgades konflikten. En annan diplomatisk kris inträffade 1946 när två brittiska jagare sprängdes av albanska minor på internationellt vatten. Internationella domstolen i Haag dömde till Storbritanniens förmån. Aktionen var en bidragande orsak till att Storbritannien, Italien, Jugoslavien och Grekland 1949-1952 landsatte exilalbaner från luften i syfte att störta Hoxhas regim och därmed neutralisera Sovjetunionens flottbas i Vlore (Project Valuable/Operation FIEND), vilket misslyckades.
Albanien isolerades rigoröst från såväl sovjetiskt, västerländskt och jugoslaviskt inflytande genom en omfattande gränskontroll dels från grannländerna men isoleringen drevs till viss del även på av Hoxha. Isoleringen och oviljan att foga sig för politiska direktiv både inom östblocket och i övrigt skulle bli ett av Hoxha-regimens signum. Landet gick med i Warszawapakten vid dess bildande 1955 men lämnade den redan 1961 sedan Hoxha ställt sig på Kinas sida i brytningen mellan Kina och Sovjetunionen. I samband med detta bröt Hoxha helt med Moskva och inledde istället ett samarbete med Kina men efter Mao Zedongs död 1976 och Deng Xiaopings liberaliseringsreformer av ekonomin och ökad politisk frihet bröt han även dessa kontakter och Albanien isolerades helt från omvärlden. Landet förblev mer eller mindre helt isolerat från världen fram till kommunismens fall 1991.

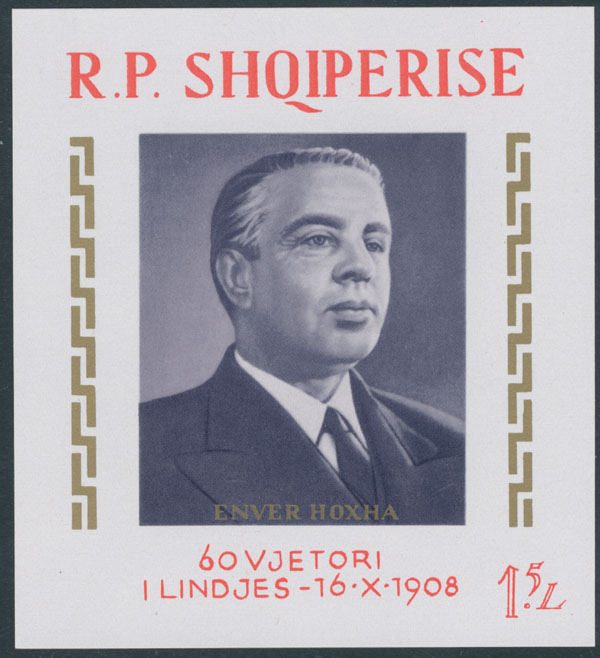
Enver Hoxha avbildad på ett frimärke från 1968 i samband med hans 60-årsdag.

Inrikespolitiskt ville Hoxha genomföra en snabb industrialisering av det fattiga bondesamhället och inledde omedelbart en rad reformer. 1945 genomdrev han en jordreform som nationaliserade två tredjedelar av det privat ägda jordbruket, en framgångsrik  alfabetiseringskampanj inleddes också, som 1950 lyckats pressa ner analfabetismen till 30 % jämfört med det tredubbla vid krigsslutet. 1957 grundades Albaniens första allmänna högskola, som fick bära ledaren Enver Hoxhas namn. Samtidigt höll Hoxha ett totalitärt grepp om makten och all opposition krossades brutalt, främst styrde Hoxha genom sin fruktade säkerhetspolis Sigurimi. Den totala polisstat som Hoxha byggde upp blev även ett signum för hans styre. Hoxha beordrade personligen en lång rad utrensningar under sina 41 år vid makten. 1951 avrättades 22 albanska intellektuella  anklagade för att ha bombat Sovjetunionens ambassad i Tirana. Senare skulle påstådda kopplingar till Hoxhas tidigare allierade Jugoslavien, Sovjetunionen och Kina användas som "bevis" i rättegångar mot regimens fiender. Inte heller det styrande kommunistpartiet undkom Hoxhas utrensningar. 1949, 1973 och 1981 fängslades eller avrättades ett flertal högt uppsatta partifunktionärer och officerare. Uppemot 5 000 människor dödades under Hoxhas 41 år vid makten, vid hans död satt 35 000 personer fängslade. Landets religiösa samfund, och i synnerhet dess ledare, tillhörde dem som drabbades hårdast av regimens terror. Förföljelsen mot de religiösa samfunden inleddes omedelbart efter kommunisternas maktövertagande och blev allt mer omfattande med åren. Ett stort antal präster, munkar, nunnor och imamer avrättades eller dömdes till långa fängelsestraff. I många fall fängslades eller avrättades även deras familjemedlemmar. Kyrkor och moskéer antingen revs eller gjordes om till allt ifrån barer, restauranger, hotell och butiker till gymnastiksalar och idrottsarenor. 1976 infördes statsateism och all religion förbjöds.
Under sina sista år led Hoxha av dålig hälsa, han fick diabetes och drabbades av flera hjärtinfarkter och från 1980 var han rullstolsbunden. Hans dåliga hälsa gjorde honom allt mer oförmögen att styra landet. 1981 beordrade han en sista stor utrensning inom partiet där 120 högt uppsatta inom regimen, bland annat den mångårige premiärministern  Mehmet Shehu, dödades.

### Alia-eran och de sista åren
Enver Hoxha avled den 11 april 1985 efter 41 år vid makten. Ny ledare blev Ramiz Alia, som Hoxha personligen valt som sin efterträdare och som i praktiken styrt landet sedan 1981. Alia försökte långsamt bryta den totala isolering som präglat Albanien sedan brytningen med Kina 1978 och införa vissa liberaliseringar av både ekonomin och samhället. Några omfattande politiska reformer uteblev dock och i samband med kommunismens fall i Östeuropa 1989 började det folkliga missnöjet mot regimen gro på allvar. Trycket ökade på Alia, som 1990 tvingades ge upp kommunistpartiets absoluta maktanspråk och demokrati infördes. Socialistiska Folkrepubliken Albanien bytte officiellt namn till Republiken Albanien den 25 april 1991.